# Desert (odrůda jablek)

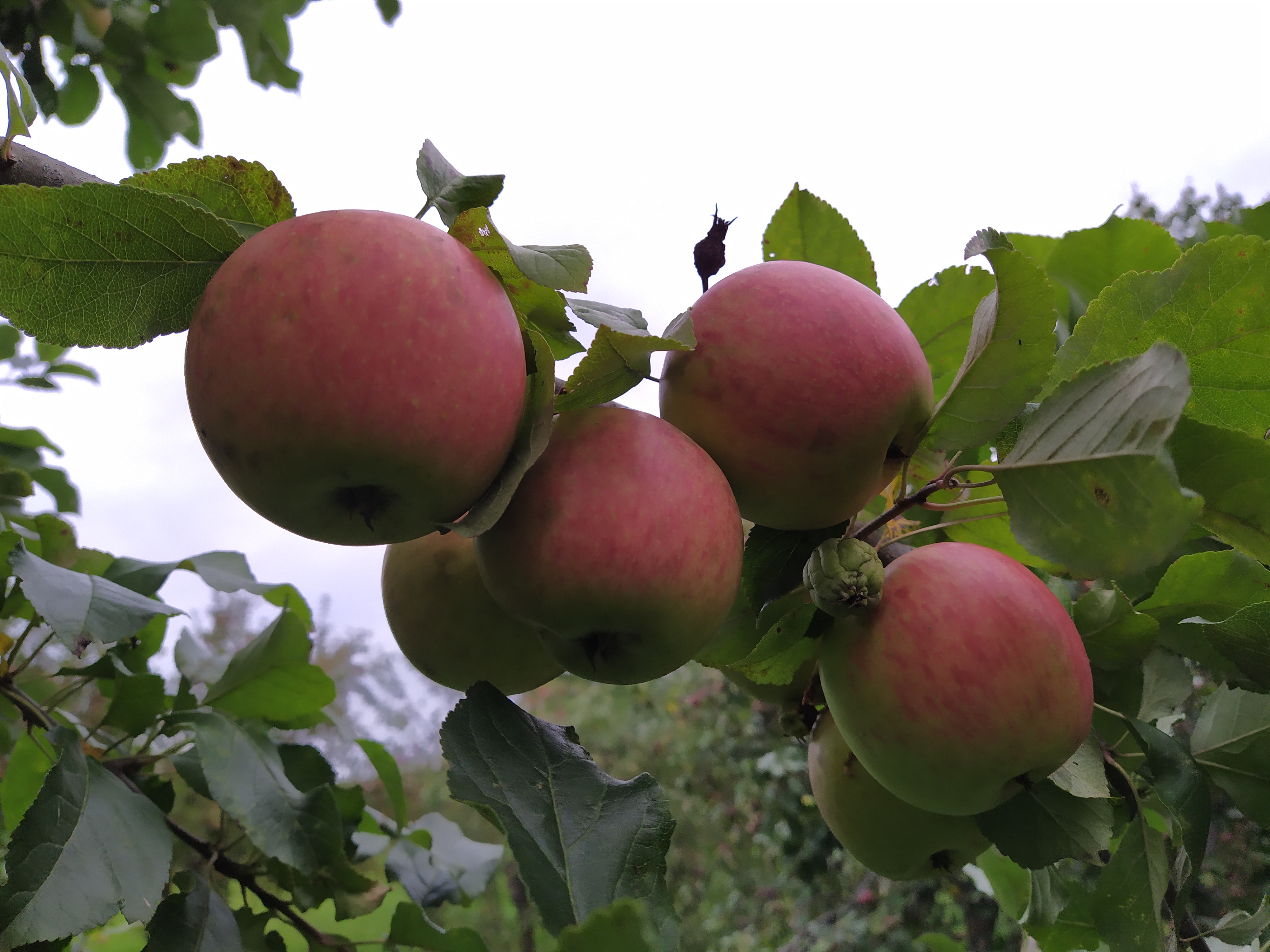
Jablka odrůdy Desert

Desert (Malus domestica 'Desert) je ovocný strom, kultivar druhu jabloň domácí z čeledi růžovitých. Řadí se mezi podzimní odrůdy jabloní. 

## Původ
Odrůda Desert pochází z České republiky, byla vyšlechtěna v ŠS Těchobuzice a registrována byla v roce 1993. Vznikla křížením odrůd Golden Delicious a Coxova reneta.

## Charakteristika

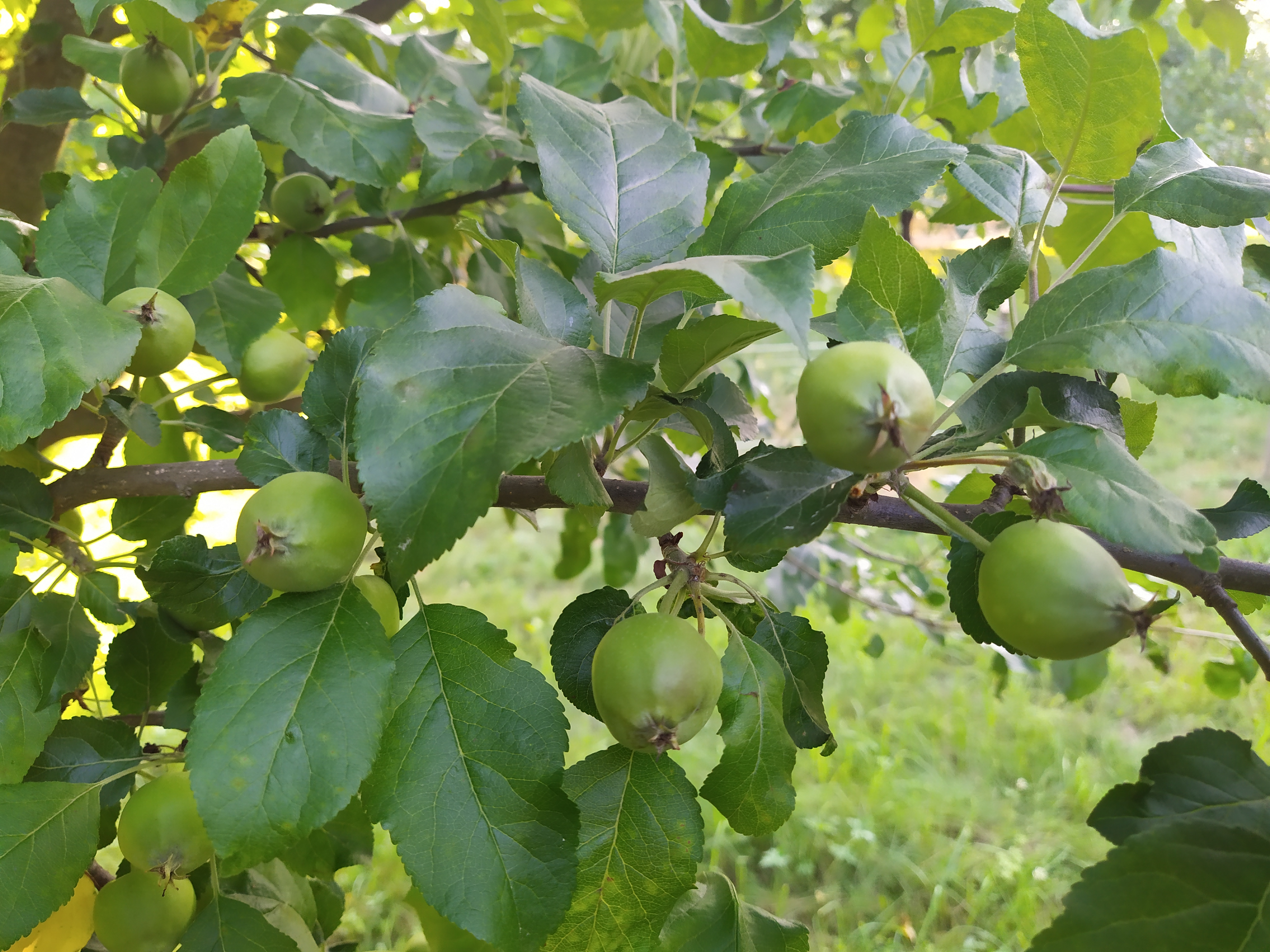
Nasazené plody odrůdy Desert

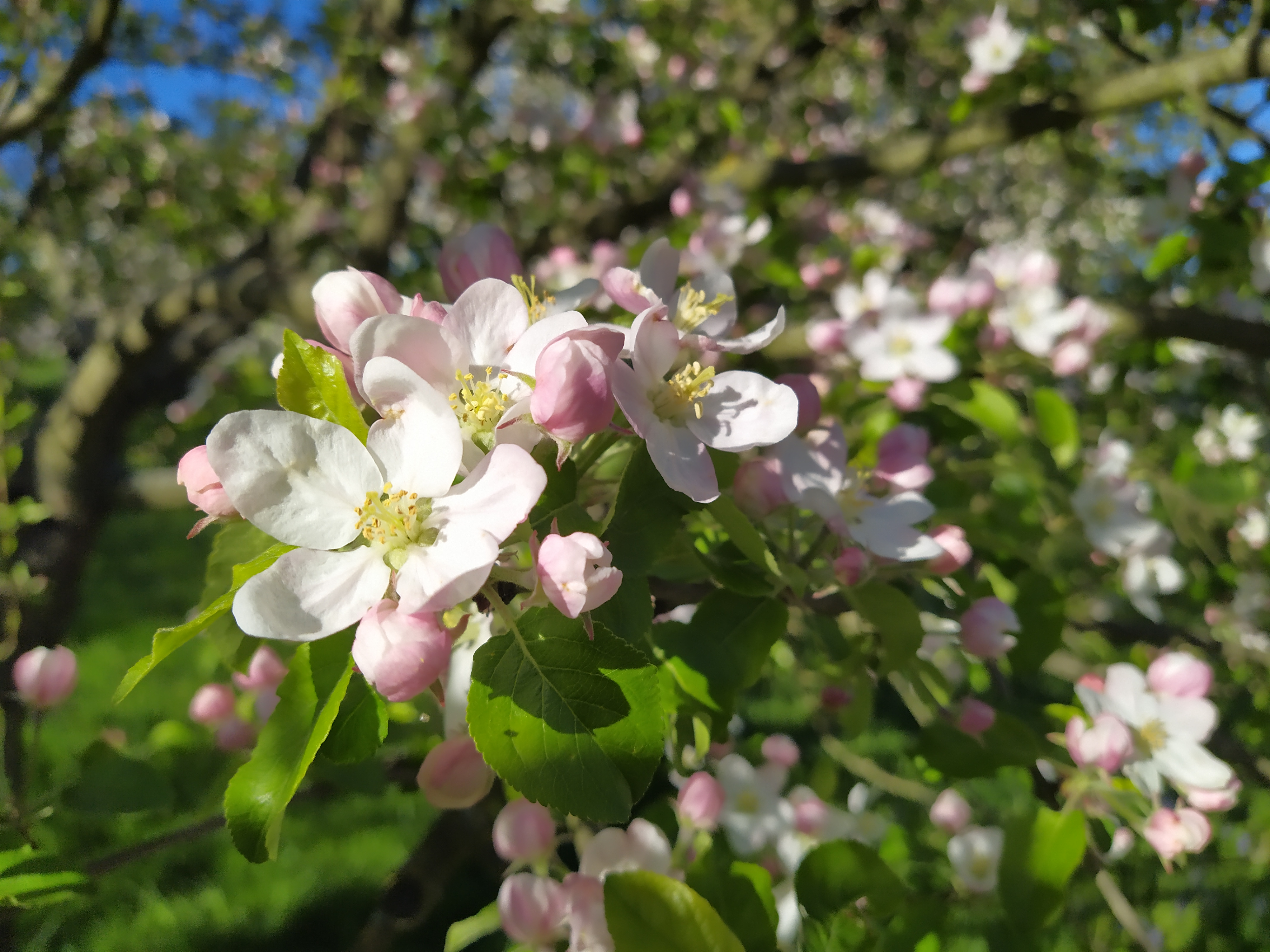
Květy odrůdy jabloně Desert

Růst stromu je střední až silnější, vytváří široce pyramidální korunu a poměrně dobře obrůstá středně dlouhým plodonosným obrostem. Strom se dobře tvaruje a je vhodný především letní řez před sklizní. Doba kvetení je poloraná. Plody jsou středně velké až větší a mají pravidelný kulovitý tvar. Základní barva slupky je žlutá, až zlatavěžlutá a je překrytá červeným žíháním s výraznějším líčkem. Odrůda má světlé lenticely a u některých plodů se vytváří rzivé mramorování, což je dědičný rys získaný křížením s Coxovou renetou. Dužnina je žlutá, má křehkou konzistenci a výbornou příjemně aromatickou navinule sladkou chuť. Pomologové chuť odrůdy Desert hodnotí jako výbornou, s podobnými chuťovými vlastnostmi, jako má odrůda Coxova reneta, kterou tak může nahradit. Hlavně z důvodu své nenáročnosti na stanoviště a odolnosti vůči chorobám, což jsou hlavní nedostatky odrůdy Coxova reneta, která patří k jedněm z nejnáročnějších odrůd na pěstování. 
Odrůdu Desert lze pěstovat ve všech tvarech a na všech podnožích. Nejlépe se jí daří především ve středních a vyšších polohách. Plodnost je brzká, pravidelná a hojná, při přeplození je vhodné provést probírku plodů. Dozrává v polovině září a konzumní zralost nastává brzy po sklizni. Uskladněná ve sklepě vydrží do prosince. Odrůda je velmi odolná vůči padlí a strupovitosti, ale v důsledku své křehké dužniny je náchylná k otlakům, proto je důležité při sklizni a manipulaci s plody zacházet šetrně.